# Tony Benn
Anthony Neil Wedgwood Benn (Marylebone, 3 de abril de 1925 – Londres, 14 de março de 2014), inicialmente também conhecido por Anthony Wedgwood Benn, ou mais tarde por Tony Benn, foi um político e escritor britânico. Foi membro do Parlamento Britânico durante 47 anos, entre as eleições gerais de 1950 e as de 2001, e foi também membro do Gabinete Britânico nos governos trabalhistas de Harold Wilson e James Callaghan nas décadas de 1960 e de 1970.
Tonny Benn foi um político carismático que defendeu com paixão as causas do socialismo dentro do Partido Trabalhista Britânico. Ele foi presidente da Stop the War Coalition e das vozes mais críticas à Guerra do Iraque.

### Diários
- Out of the Wilderness: Diaries 1963–67, Hutchinson (1987); ISBN 978-0-09-170660-9
- Office Without Power: Diaries 1968–72, Hutchinson (1988); ISBN 978-0-09-173647-7
- Against the Tide: Diaries 1973–76, Hutchinson (1989); ISBN 978-0-09-173775-7
- Conflicts of Interest: Diaries 1977–80, Hutchinson (1990); ISBN 978-0-09-174321-5
- The End of an Era: Diaries 1980–90, Hutchinson (1992); ISBN 978-0-09-174857-9
- Years of Hope: Diaries 1940–62, Hutchinson (1994); ISBN 978-0-09-178534-5
- The Benn Diaries: Single Volume Edition 1940–90, Hutchinson (1995); ISBN 978-0-09-179223-7
- Free at Last!: Diaries 1991–2001, Hutchinson (2002); ISBN 978-0-09-179352-4
- More Time for Politics: Diaries 2001–2007, Hutchinson (2007); ISBN 978-0-09-951705-4
- A Blaze of Autumn Sunshine: The Last Diaries, Hutchinson (2013); ISBN 978-0-09-194387-5